# チンパンジー属
チンパンジー属（チンパンジーぞく、学名：Pan）は、哺乳綱霊長目ヒト科に分類される1属。チンパンジーとボノボの2種で構成されている。
ヒト属やゴリラ属とともにヒト亜科に含まれるが、これらの属とは族（tribe）または亜族（subtribe）レベルで区別されている。すなわち、チンパンジー属はヒト亜科チンパンジー族（Panini）、あるいはヒト亜科ヒト族チンパンジー亜族（Panina）として分類される。
かつてはオランウータン属やゴリラ属とともにオランウータン科としてヒト科から区別されていたが、分子系統解析により現生する大型類人猿の中ではチンパンジー属がヒト属と最も近縁であることが分かっている。チンパンジーとボノボとが分岐したのは約300万年前と推定されている。ヒト族からチンパンジー亜族とヒト亜族とに約700万年前に分岐したと推定されている。

## 呼称
属名 Pan の由来は、ヒトに非常によく似た類人猿であることから、1816年、ドイツの動物学者ローレンツ・オーケンによって、ギリシア神話にて半人半獣の姿とされた牧神パーン（古代ギリシア語：Πάν; Pan）にちなんで名付けられた。

## 下位分類
表記は左から順に、学名、和名、英語名、特記事項。
- Pan paniscus ボノボ（ピグミーチンパンジー） Bonobo
- Pan troglodytes チンパンジー（ナミチンパンジー） Common chimpanzee：模式種。